# ワイトマンカップ
ワイトマンカップ（Wightman Cup）は1923年から1989年まで開催されていた女子テニスの英米対抗戦。大会名の由来であるヘイゼル・ホッチキス・ワイトマンから優勝花瓶を寄贈したころから始まった。大会はUSTAとLTAの共催で開催されていた。
第1回はニューヨークのフォレストヒルズにあるウェストサイド・テニスクラブで8月11日から13日まで開催され、以降第二次世界大戦の中断をはさみ、過去61回開催されていた。イギリス国内ではウィンブルドンが1924年から1972年まで主催試合を行われていた 。その後は屋内のロイヤル・アルバート・ホールで開催。
1990年2月20日、USTAとLTAは共同で大会終了すると発表された。

## 歴代結果
通算成績:  アメリカ合衆国 51 - 10  イギリス
| 年         | 都市                               | 勝利国         | スコア |
| 1923年     | ニューヨーク州フォレストヒルズ     | アメリカ合衆国 | 7–0    |
| 1924年     | 英・ウィンブルドン                 | イギリス       | 6–1    |
| 1925年     | ニューヨーク州フォレストヒルズ     | イギリス       | 4–3    |
| 1926年     | 英・ウィンブルドン                 | アメリカ合衆国 | 4–3    |
| 1927年     | ニューヨーク州フォレストヒルズ     | アメリカ合衆国 | 5–2    |
| 1928年     | ウィンブルドン                     | イギリス       | 4–3    |
| 1929年     | ニューヨーク州フォレストヒルズ     | アメリカ合衆国 | 4–3    |
| 1930年     | ウィンブルドン                     | イギリス       | 4–3    |
| 1931年     | ニューヨーク州フォレストヒルズ     | アメリカ合衆国 | 5–2    |
| 1932年     | ウィンブルドン                     | アメリカ合衆国 | 4–3    |
| 1933年     | ニューヨーク州フォレストヒルズ     | アメリカ合衆国 | 4–3    |
| 1934年     | ウィンブルドン                     | アメリカ合衆国 | 5–2    |
| 1935年     | ニューヨーク州フォレストヒルズ     | アメリカ合衆国 | 4–3    |
| 1936年     | ウィンブルドン                     | アメリカ合衆国 | 4–3    |
| 1937年     | ニューヨーク州フォレストヒルズ     | アメリカ合衆国 | 6–1    |
| 1938年     | ウィンブルドン                     | アメリカ合衆国 | 5–2    |
| 1939年     | ニューヨーク州フォレストヒルズ     | アメリカ合衆国 | 5–2    |
| 1940– 1945 | 開催なし (第二次世界大戦)          |                |        |
| 1946年     | ウィンブルドン                     | アメリカ合衆国 | 7–0    |
| 1947年     | ニューヨーク州フォレストヒルズ     | アメリカ合衆国 | 7–0    |
| 1948年     | ウィンブルドン                     | アメリカ合衆国 | 6–1    |
| 1949年     | ペンシルベニア州ハーバード         | アメリカ合衆国 | 7–0    |
| 1950年     | ウィンブルドン                     | アメリカ合衆国 | 7–0    |
| 1951年     | マサチューセッツ州チェスナットヒル | アメリカ合衆国 | 6–1    |
| 1952年     | ウィンブルドン                     | アメリカ合衆国 | 7–0    |
| 1953年     | ニューヨーク州ライ市               | アメリカ合衆国 | 7–0    |
| 1954年     | ウィンブルドン                     | アメリカ合衆国 | 6–0    |
| 1955年     | ニューヨーク州ライ市               | アメリカ合衆国 | 6–1    |
| 1956年     | ウィンブルドン                     | アメリカ合衆国 | 5–2    |
| 1957年     | Sewickley, Pennsylvania            | アメリカ合衆国 | 6–1    |
| 1958年     | ウィンブルドン                     | イギリス       | 4–3    |
| 1959年     | Sewickley, Pennsylvania            | アメリカ合衆国 | 6–1    |
| 1960年     | ウィンブルドン                     | イギリス       | 4–3    |
| 1961年     | イリノイ州シカゴ                   | アメリカ合衆国 | 6–1    |
| 1962年     | ウィンブルドン                     | アメリカ合衆国 | 4–3    |
| 1963年     | オハイオ州クリーブランド           | アメリカ合衆国 | 6–1    |
| 1964年     | ウィンブルドン                     | アメリカ合衆国 | 5–2    |
| 1965年     | オハイオ州クリーブランド           | アメリカ合衆国 | 5–2    |
| 1966年     | ウィンブルドン                     | アメリカ合衆国 | 4–3    |
| 1967年     | オハイオ州クリーブランド           | アメリカ合衆国 | 6–1    |
| 1968年     | ウィンブルドン                     | イギリス       | 4–3    |
| 1969年     | オハイオ州クリーブランド           | アメリカ合衆国 | 5–2    |
| 1970年     | ウィンブルドン                     | アメリカ合衆国 | 4–3    |
| 1971年     | オハイオ州クリーブランド           | アメリカ合衆国 | 4–3    |
| 1972年     | ウィンブルドン                     | アメリカ合衆国 | 5–2    |
| 1973年     | マサチューセッツ州ブルックライン   | アメリカ合衆国 | 5–2    |
| 1974年     | ウェールズ・クイーンズフェリー     | イギリス       | 6–1    |
| 1975年     | オハイオ州クリーブランド           | イギリス       | 5–2    |
| 1976年     | ウィンブルドン                     | アメリカ合衆国 | 5–2    |
| 1977年     | カリフォルニア州オークランド       | アメリカ合衆国 | 7–0    |
| 1978年     | ロイヤル・アルバート・ホール       | イギリス       | 4–3    |
| 1979年     | フロリダ州ウェストパームビーチ     | アメリカ合衆国 | 7–0    |
| 1980年     | ロイヤル・アルバート・ホール       | アメリカ合衆国 | 5–2    |
| 1981年     | イリノイ州シカゴ                   | アメリカ合衆国 | 7–0    |
| 1982年     | ロイヤル・アルバート・ホール       | アメリカ合衆国 | 6–1    |
| 1983年     | バージニア州ウィリアムズバーグ     | アメリカ合衆国 | 6–1    |
| 1984年     | ロイヤル・アルバート・ホール       | アメリカ合衆国 | 5–2    |
| 1985年     | バージニア州ウィリアムズバーグ     | アメリカ合衆国 | 7–0    |
| 1986年     | ロイヤル・アルバート・ホール       | アメリカ合衆国 | 7–0    |
| 1987年     | バージニア州ウィリアムズバーグ     | アメリカ合衆国 | 5–2    |
| 1988年     | ロイヤル・アルバート・ホール       | アメリカ合衆国 | 7–0    |
| 1989年     | バージニア州ウィリアムズバーグ     | アメリカ合衆国 | 7–0    |